# Pine Valley (New Jersey)
Pine Valley è un comune degli Stati Uniti d'America, situato nello stato del New Jersey, nella contea di Camden.